# الجحيم الأخضر (فلم)
الجحيم الأخضر (بالإنجليزية: The Green Inferno) هو فلم رعب أمريكي تم إنتاجه في سنة 2015 وهو من إخراج إيلي روث وبطولة زوجته التشيلية لورينزا إيتزو وأرييل ليفي وداريل صبارة وكيربي بليس بلينتون وسكاي فيريرا وماغدا أبانوفيش ونيكولاس مارتينيز و آرون بورنس وإغناسيا أياماند ورامون ياو وريتشارد بورغي، قصة الفلم مستوحاة من الفلم الإيطالي هولوكوست أكلي لحوم البشر المنتج في سنة 1980، وقد تم نشر الفلم عن طريق شركة أوبن رود، وإنتاج شركة ووردفايو، وقد تم إطلاق الفلم في صالات العرض في يوم 25 سبتمبر 2015، قصة الفلم تتكلم عن جوستين (لورينزا إيتزو) طالبة جامعية من نيويورك تصبح مهتمة بالنشاط الإجتماعي البيئي مع أصدقائها أليخاندرو (أرييل ليفي) وحبيبته كارا. وكذلك جونا، تسافر المجموعة في رحلة إلى غابات الأمازون لإجل مطالبة شركة لقطع الأشجار بإيقاف أعمالها في الأمازون وألتي تهدف أيضاً لترحيل بعض قبائل السكان الأصليين هناك، في رحلتهم تقع طائرتهم في إحدى الغابات في البيرو تصبح المجموعة مطاردة من بعض القبائل السكان الأصليين والمشهورين في الميديا بأكل لحوم البشر.

## البطولة
- لورينزا إيتزو بدور جوستين[7]
- أرييل ليفي بدور أليخاندرو
- داريل صبارة بدور لارس
- كيربي بليس بلانتون بدور إيمي
- ماغدا أبانوفيز بدور سامانثا
- سكاي فيريرا بدور كايسي
- نيكولاس ماريتينز بدور دانييل
- آرون برونس بدور جوناه
- إغناسيا أياماند بدور كارا
- رامون ياو بدور الصياد الأصلع
- ريتشارد بورغس بدور تشارلز
- ماتياس لوبيز بدور كارلوس
- أنتونيتا باري بدور العجوزة

## وصلات خارجية
- مقالات تستعمل روابط فنية بلا صلة مع ويكي بيانات

- الجحيم الأخضر على قاعدة بيانات الأفلام على الإنترنت
- الجحيم الأخضر على بوكس أوفيس موجو
- الجحيم الأخضر على الطماطم الفاسدة
- الجحيم الأخضر على ميتاكريتيك